# Condado de Doniphan
El condado de Doniphan (en inglés: Doniphan County) es un condado en el estado estadounidense de Kansas. En el censo de 2000 el condado tenía una población de 8.249 habitantes. Forma parte del área metropolitana de St. Joseph. La sede de condado es Troy. El condado fue fundado el 25 de agosto de 1855 y fue nombrado en honor al coronel Alexander William Doniphan, quien luchó en la guerra mexicano-estadounidense.

## Geografía

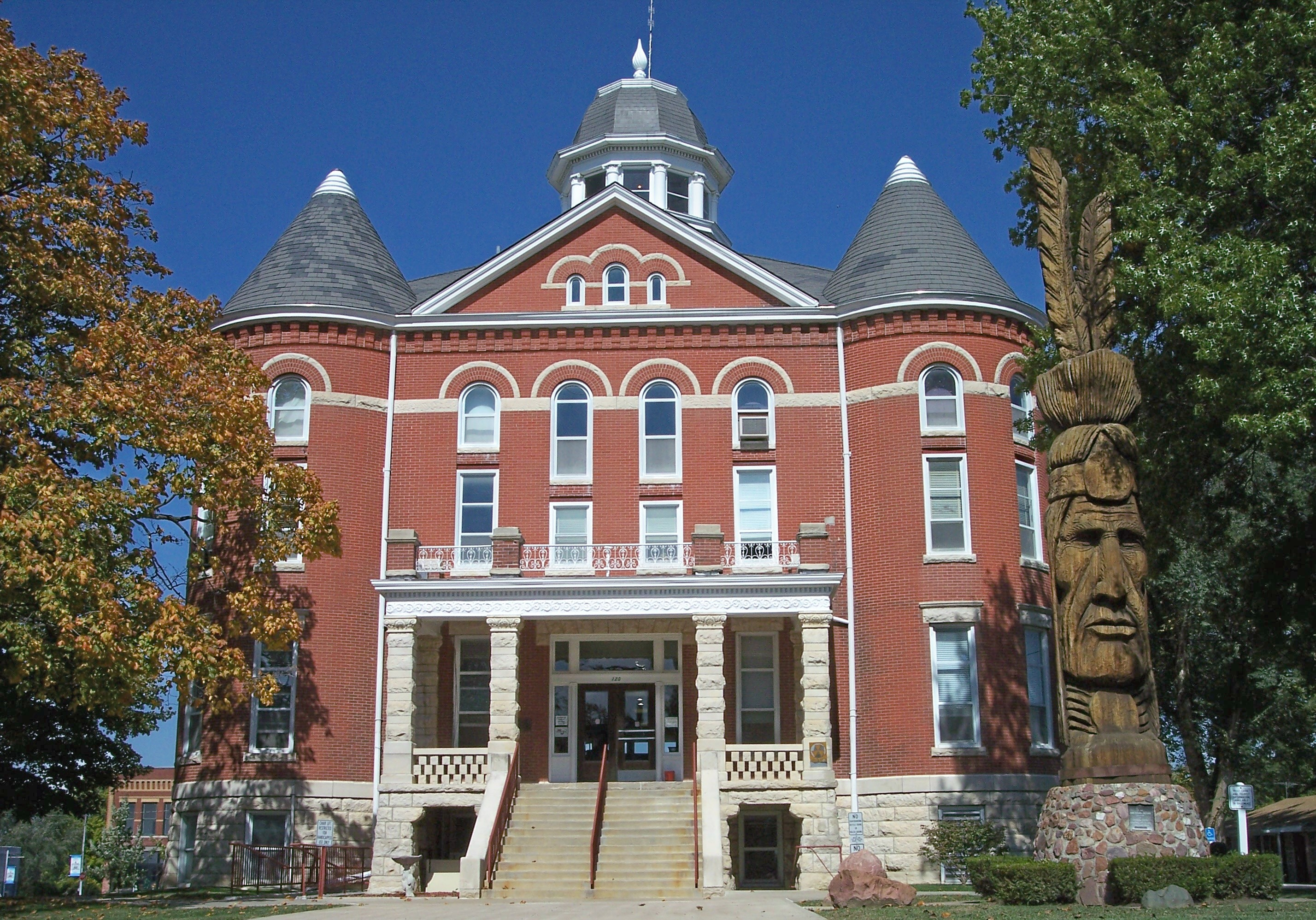
Juzgado del condado de Doniphan en Troy.

Según la Oficina del Censo, el condado tiene un área total de 1.028 km² (397 sq mi), de la cual 1.016 km² (392 sq mi) es tierra y 12 km² (5 sq mi) (1,23%) es agua.

### Condados adyacentes
- Condado de Holt, Misuri (norte)
- Condado de Andrew, Misuri (noreste)
- Condado de Buchanan, Misuri (sureste)
- Condado de Atchison (suroeste)
- Condado de Brown (oeste)
- Condado de Richardson, Nebraska (noroeste)

## Autopistas importantes
- U.S. Route 36
- Ruta Estatal de Kansas 7
- Ruta Estatal de Kansas 238

## Demografía
En el  censo de 2000, hubo 8.249 personas, 3.173 hogares y 2.183 familias residiendo en el condado. La densidad poblacional era de 21 personas por milla cuadrada (8/km²). En el 2000 había 3.489 unidades habitacionales en una densidad de 9 por milla cuadrada (3/km²). La demografía del condado era de 94,85% blancos, 2,00% afroamericanos, 1,21% amerindios, 0,25% asiáticos, 0,40% de otras razas y 1,29% de dos o más razas. 1,16% de la población era de origen hispano o latino de cualquier raza. 
La renta promedio para un hogar del condado era de $32.537 y el ingreso promedio para una familia era de $39.357. En 2000 los hombres tenían un ingreso medio de $28.096 versus $19.721 para las mujeres. La renta per cápita para el condado era de $14.849 y el 11,90% de la población estaba bajo el umbral de pobreza nacional.

## Ciudades y pueblos
| - Bendena - Denton - Doniphan | - Elwood - Highland - Iowa Point | - Leona - Severance - Troy | - Wathena - White Cloud |